# Jean Valjean
Jean Valjean è un personaggio immaginario protagonista del romanzo I miserabili dello scrittore francese Victor Hugo.
Ex galeotto, uscito di prigione dopo una condanna ventennale ai lavori forzati a causa di un furto commesso per fame, perennemente braccato dalla legge, Jean Valjean è uno dei tanti "miserabili" descritti nel romanzo, la cui esistenza si compie ai margini della società. Ciononostante, viene descritto come un personaggio dotato di una carità e umanità sorprendente, intenzionato a perseguire in ogni frangente il bene del prossimo piuttosto che il suo, ed in particolare quello della figlia adottiva Cosette.

## Biografia del personaggio

Jean Valjean, interpretato da Hugh Jackman, nel film Les Misérables

### Il carcere e l'incontro con Monseigneur Myriel
Alla sua prima apparizione, nel secondo libro del primo tomo, di Jean Valjean viene detto come in gioventù fosse stato potatore a Faverolles. Trovandosi, in condizioni di estreme indigenza, a dover provvedere alla sorella e ai figli di questa, per disperazione si trova costretto a rubare un tozzo di pane; per questo crimine viene condannato a cinque anni di lavori forzati nel carcere di Tolone, pena che viene allungata di ulteriori 14 anni a seguito di vari tentativi falliti di evasione. Viene infine liberato dal carcere a seguito di un'amnistia nei primi giorni del 1815, dopo 19 anni di reclusione; in questa data egli ha 46 anni, si può perciò arguire che fosse entrato in carcere a 27 (nel 1796) e che fosse nato nel 1769.
All'uscita dal carcere Jean Valjean si trova a vagabondare per diversi giorni attraverso il sud-est della Francia, vedendosi chiudere in faccia ogni alloggio ed ogni opportunità a causa del suo passato di galeotto, che lo identifica come un reietto della società. Questa situazione disperata finisce per esasperare il risentimento e l'odio nei confronti della società e di tutto il genere umano fino a spingerlo a una fredda malvagità d'animo. Frattanto, giunto, nel suo vagabondare, nella città di Digne, ha la fortuna di imbattersi nel vescovo della città, Monseigneur Myriel, un pio e giusto uomo di chiesa dall'eccezionale altruismo. In un primo momento Valjean diffida del prelato, che pure lo accoglie in casa e tenta di redimerlo dai suoi vecchi peccati, e giunge anzi a rubare i candelabri del vecchio e a fuggire. Riacciuffato dalla polizia, viene portato di nuovo di fronte al Vescovo, il quale lo difende dai gendarmi sostenendo che quei candelabri fossero in realtà un dono, e riconsegnandoli anzi lui stesso a Valjean, come un monito a cambiare vita. Scosso e turbato dalla carità rivoltagli dal vescovo, in uno stato d'animo confuso Valjean, rilasciato, giunge quella stessa notte a commettere un nuovo furto, rubando ad un bambino una moneta d'argento. Quando si rende conto di cosa si è reso colpevole, Jean Valjean, scosso da un terribile rivoltamento di coscienza, comprende ciò che il vescovo volesse comunicargli, e matura la viva decisione di cambiare per sempre vita, seguendo l'esempio del caritatevole prelato.

### Montreuil-sur-Mer
Quello stesso anno, il 1815, Jean Valjean — ancora ricercato per i furti commessi — si stabilisce a Montreuil-sur-Mer dove, grazie al denaro del vescovo, riesce ad impiantare una fiorente industria di bigiotteria e a diventare un cittadino rispettabile, ovviamente celando il proprio passato e assumendo la falsa identità di Monsieur Madeleine. I suoi gesti di bontà e di carità verso i poveri lo rendono presto molto amato dagli abitanti della cittadina, che giungono a nominarlo sindaco di lì a pochi anni. Solo l'ispettore di polizia locale, Javert, che era stato secondino a Tolone, nutre alcuni dubbi sul suo passato ed inizia a sospettare la sua reale identità. Frattanto Valjean incontra una poverissima donna, Fantine, ex impiegata in una delle sue fabbriche, licenziata a sua insaputa dalla sua direttrice del personale perché madre di una bambina senza essere sposata, in contrasto con la moralità del tempo. Deciso ad aiutare l'infelice, gravemente ammalata, Jean Valjean la difende da Javert (venuto ad arrestarla per oltraggio al pudore) e, quando la sua condizione si fa critica, le promette di ricongiungerla alla figlia, Cosette, affidata dalla madre cinque anni prima a una coppia di locandieri a Montfermeil.
Contemporaneamente però, Valjean viene a sapere che, a causa di uno scambio di identità, un uomo catturato dalla polizia ad Arras è stato ritenuto essere l'evaso Jean Valjean e rischia come tale una condanna a vita. Pur rendendosi conto che l'evento potrebbe volgere a suo vantaggio, eliminando per sempre i sospetti del passato dalla sua persona, l'ex forzato comprende che non può permettere che un innocente venga incriminato al suo posto; dopo una notte di angosce e di indecisione si reca in tutta fretta sul luogo del processo e si autodenuncia al giudice, rivelando la propria identità e scagionando così il suo "alter ego". Tornato a Montreuil-sur-Mer, Valjean ha appena il tempo di assistere alla morte di Fantine prima che la polizia, con Javert in testa, venga ad arrestarlo. Riesce poi a sfuggire una prima volta alla cattura, viene in seguito ripreso ma riesce ad evadere e a simulare la sua morte. Questi eventi avvengono nel 1823, all'epoca in cui Jean Valjean ha 54 anni.

### L'incontro con Cosette
Fuggito di galera, Jean Valjean si reca a Montfermeil dove scopre le crudeli condizioni in cui i Thénardier, proprietari della locanda e tutori di Cosette, costringono a vivere la piccola, trattata al pari di una serva e privata di ogni affetto e calore. Dietro pagamento di un'ingente somma, ed in parte imponendo la propria autorità (Valjean viene infatti descritto come un uomo dalla corporatura imponente e di una forza erculea) riscatta la bambina e si nasconde con lei in una misera casa nei sobborghi di Parigi. Scovato anche qui dall'instancabile Javert, frattanto promosso ispettore nella capitale francese, è costretto di nuovo alla fuga e riesce a nascondersi con Cosette in un convento cittadino di monache di clausura, il Petit-Picpus, nel quale trova rifugio grazie all'intercessione del giardiniere, Monsieur Fauchelevent, un ex carrettiere a cui aveva salvato la vita tempo addietro a Montreuil. Trascorre così in convento quasi sei anni, celandosi sotto l'identità di Ultime Fauchelevent, fratello del giardiniere e che resterà il suo nome "ufficiale" per il resto della sua vita. Cosette e Jean Valjean escono dal convento (per decisione dello stesso Valjean, che non voleva privare la piccola delle gioie della vita spingendola verso la vita monastica) nel 1829, all'epoca in cui il vecchio ha 60 anni e la bambina 14.

### Rue Plumet
Jean Valjean e Cosette prendono alloggio in Rue Plumet, a Parigi, dove vivono una vita modesta e ritirata grazie ai notevoli risparmi che Valjean era riuscito a mettere in salvo prima della sua cattura a Montfermeil; il denaro che questi aveva guadagnato al tempo in cui si faceva passare per Monsiuer Madeleine ammonta infatti alla sostanziosa cifra di 600 000 franchi, nascosti con cura ai piedi di un albero in un bosco nei pressi di Montfermeil, dai quali Valjean attinge però con estrema parsimonia considerandoli la dote di Cosette.
Nel corso delle lunghe passeggiate dei due nei Giardini del Lussemburgo, la giovane Cosette nota un giovane, Marius, studente universitario, liberale, repubblicano e bonapartista di buona famiglia ma praticamente diseredato a seguito di una lite, per motivi politici con il nonno, un nostalgico monarchico. Pur osservandosi solo di lontano, fra i due giovani sboccia un irrefrenabile amore.
Nel frattempo, Jean Valjean cade in un tranello tesogli da Thénardier, l'ex oste di Montfermeil che, caduto in disgrazia, era divenuto capo di una banda di ladri ed assassini parigini e che, a conoscenza della ricchezza dell'ex forzato, lo attira con i suoi soci in casa sua e lo rapisce. Valjean riesce però a salvarsi in parte grazie a Marius, che venuto a sapere per caso del piano di Thénardier allerta la polizia, facendo però così intervenire sul luogo del delitto proprio il terribile Javert. Nella confusione che segue Valjean riesce comunque a dileguarsi sia dai banditi che dalle forze dell'ordine.
Marius, intanto, scoperta l'abitazione di Cosette e del padre adottivo, inizia a tessere con la giovane una platonica ma intensa relazione d'amore, all'insaputa del genitore di questa. Quando però il vecchio, timoroso, dopo il faccia a faccia con Thénardier, per l'incolumità della figlia le comunica la sua intenzione di trasferirsi con lei in Inghilterra, i due amanti disperati si trovano costretti alla separazione. Marius, disperato ed impotente, decide di uccidersi e si avvia perciò verso il centro cittadino, dove sta intanto divampando un'insurrezione armata con scontri fra rivoluzionari repubblicani e soldati di Luigi Filippo, e si unisce ai suoi amici insurrentisti capeggiati dal carismatico Enjolras cercando la morte sulle barricate.

### Gli scontri sulla barricata
Mentre infuriano gli scontri della notte fra 5 e 6 giugno 1832, Jean Valjean viene a scoprire, tramite una lettera traditrice, il legame fra Cosette e Marius, da lui nemmeno sospettato. Soffocato dall'amore per Cosette, e dalla paura di perderla, il genitore rimane sconvolto dalla notizia. Poco dopo, quella stessa notte, Gavroche, monello di strada inviato da Marius, gli recapita un messaggio scritto per Cosette dal giovane dalla barricata. Leggendolo, Jean Valjean scopre l'intenzione del giovane di suicidarsi e, alla notizia, pur se combattuto si avvia egli stesso alla barricata. Qui, nell'infuriare degli scontri, ritrova Javert, fatto prigioniero dei rivoltosi e da questi condannato a morte. Tramite un sotterfugio, l'ex forzato riesce a liberare l'ispettore e a permettergli di scappare, con gran stupore di questi. Poi, mentre polizia e Guardia Nazionale irrompono nella barricata, porta in salvo Marius, colpito e privo di sensi, sottraendolo alla cattura e alla morte conducendolo sulle sue spalle in un terrificante viaggio attraverso le fogne parigine. All'uscita di queste l'ex forzato si imbatte però in Javert, che lo arresta e lo conduce con sé in una carrozza. Dopo aver depositato l'esanime Marius a casa del nonno, Javert riconduce Jean Valjean a casa sua e, con suo sommo stupore, lo lascia libero di andarsene. In seguito, l'integerrimo ispettore di polizia, incapace di conciliare la propria coscienza di uomo, che deve la vita ad un criminale e gli è perciò riconoscente, con quella di tutore della legge, sceglie il suicidio gettandosi nella Senna.

### Il matrimonio di Cosette
Marius, ristabilitosi dalle ferite e riconciliatosi con il nonno, sposa Cosette — con il beneplacito di Jean Valjean — nel 1833. Dopo il matrimonio questi, pur avendo ricevuto l'offerta di vivere con la novella coppia nella loro casa, come già era successo a Montreuil comprende, dopo una tormentatissima notte, di non poter porre la propria felicità al disopra di quella di un altro — nella fattispecie quella di Cosette — e di non poter permettere che il proprio passato possa mettere in pericolo la futura vita della giovane. Perciò, preso in disparte Marius, gli racconta del proprio passato di galeotto, e accetta con profondo dolore di separarsi da Cosette e a non vederla più.
Lontano dalla figlia adottiva, solo e depresso, il sessantaquattrenne Jean Valjean inizia a risentire quasi improvvisamente del peso dei suoi anni, ammalandosi ed indebolendosi sempre più. Quando, nel giugno 1833, Marius viene fortuitamente a sapere, proprio grazie al malvagio Thénardier (che, dal canto suo, meditava un'ennesima truffa ai danni del giovane) di dovere la vita a Jean Valjean, fa appena in tempo a correre da lui con Cosette per assistere alla sua morte e a dare il tempo al vecchio di vedere un'ultima volta l'amata figlia adottiva. Valjean spira così, sventurato ma sereno, significativamente illuminato dalla candele poste sui candelabri donatigli dal vescovo di Digne, nel cui esempio ha vissuto la sua intera vita di galeotto redento.
Stando a quanto si apprende nell'ultimo paragrafo del romanzo, la sua tomba viene posta nel cimitero di Père-Lachaise, anonima se non per un'iscrizione tracciata a matita che recita:
(I Miserabili, Tomo V libro nono, traduzione italiana di Marisa Zini (Arnoldo Mondadori Editore))

## Caratteristiche
Protagonista del romanzo, e personaggio assurto allo status di archetipo letterario, Jean Valjean incarna il prototipo del reietto che procede sulla strada della redenzione; la sua caratteristica principale è il completo e totale altruismo -mutuato dall'esempio del suo salvatore, il Vescovo di Digne- che lo porta a rinunciare a qualunque gioia e vantaggio, fino al limite della noncuranza per la sua stessa vita, pur di ottenere il bene del prossimo. Fra i tanti esempi di questa abnegazione di cui dà prova nel romanzo vi sono il suo sacrificio in favore di Champmatieu, l'uomo accusato al suo posto dalla polizia, i suoi sforzi per salvare Javert sulla barricata -incurante del fatto che la morte dell'ispettore significherebbe per lui la libertà- e la sua finale e drammatica rinuncia a Cosette, e a tutta la felicità costruita nel corso di tanti anni di sofferenze, per non esporre la figlia adottiva ai rischi e alle ombre che la sua presenza ed il suo passato di galeotto fuggiasco comportano.
Dal punto di vista fisico, Valjean viene descritto nel romanzo come una persona dotata di una corporatura robusta e di una forza erculea, sviluppata nei diciannove anni trascorsi ai lavori forzati nel bagno penale di Tolone. Egli mantiene questa eccezionale prestanza fisica fino in età avanzata, tanto è vero che a sessant'anni ne dà ancora prova nella sua fuga dalla barricata di Rue Saint-Denis, durante la quale, dopo aver divelto un pesante tombino, trascina con sé a spalla il corpo esanime di Marius attraverso un lungo e insidioso percorso sotterraneo nelle fogne di Parigi.
Retaggio del suo passato di galeotto, e delle molte evasioni tentate, è anche la sua abilità in quelle che Hugo definisce le "terribili qualità di un forzato": nel corso delle sue sfortunate fughe egli era infatti divenuto maestro nella "difficilissima arte di issarsi senza scale, senza appigli, con la sola forza dei muscoli, puntando sulla nuca, sulle spalle, sulle anche e sulle ginocchia, lungo lo spigolo di un muro anche fino all'altezza di un sesto piano" (I Miserabili, II Tomo, libro quinto, traduzione italiana di Marisa Zini), abilità, questa, che gli permette ad esempio di issarsi oltre il muro del Convento di Rue Picpus per sfuggire a Javert.
Infine, sempre durante l'assedio alla barricata Jean Valjean dà anche prova -pur senza uccidere né ferire nessuno- di un'infallibile mira con le armi da fuoco, sviluppata in gioventù al tempo in cui era potatore a Faverolles e si dedicava, talvolta, al bracconaggio.
Infine, di Jean Valjean viene anche detto come possedesse una discreta cultura, sviluppata da autodidatta negli anni trascorsi a Montreuil prima e a Parigi poi (ha infatti imparato a leggere in prigione, dove c'era una scuola tenuta da alcuni frati per quanti avessero la volontà di istruirsi. Come viene spiegato nel romanzo, ha deciso di istruirsi per usare la propria cultura come un'arma che avrebbe portato con sé uscendo di prigione, ironia vuole che userà la sua cultura per insegnare a leggere a Cosette). È infatti in grado di parlare alla pari con Marius, laureato in legge, suscitando anzi in questi una certa ammirazione. Nel corso del romanzo egli dà inoltre prova di un notevole acume ed ingegno, ad esempio nella sua abilità nel fondare una redditizia industria a Montfermeil.

## Influenze ed ispirazioni

Gino Cervi nei panni di Jean Valjean, ne I miserabili di Riccardo Freda.

Possono essere identificati diversi personaggi storici realmente esistiti la cui vicenda può aver ispirato, in diversa misura, la nascita dell'eroe tragico di Hugo. Almeno due persone, protagoniste di fatti di cronaca dell'epoca, possono essere considerati almeno in parte come "modelli" di Jean Valjean: Pierre Maurin e Eugène-François Vidocq. Il primo fu un pover'uomo condannato, come il protagonista de I Miserabili, a cinque anni di bagno penale per aver rubato un pane destinato a sfamare i suoi sette figli; il secondo invece fu un ladro, brigante, rivoluzionario ed avventuriero francese la cui figura impressionò molti artisti e scrittori del romanticismo ottocentesco.
Oltre a questi, sono degne di nota alcune analogie tra Jean Valjean e Napoleone Bonaparte; in particolare, molte date che nel romanzo segnano avvenimenti importanti nelle vicende dell'immaginario ex-forzato coincidono con quelle di avvenimenti altrettanto importanti nella vita dell'Imperatore córso. In particolare, entrambi sono nati nel 1769; le date della prima cattura e del rilascio di Jean Valjean coincidono con quelle dell'ascesa e della caduta di Napoleone: rispettivamente 1796, anno della campagna d'Italia, e 1815, anno della battaglia di Waterloo. Ancora, le date dei quattro falliti tentativi di evasione di Jean Valjean coincidono con avvenimenti importanti della vita di Napoleone: 1800 (Battaglia di Marengo), 1802 (anno in cui ottiene il consolato a vita), 1806 (Battaglia di Jena) e 1809 (Battaglia di Wagram). Infine, sebbene Jean Valjean muoia 12 anni dopo l'Imperatore francese, il 1821 è l'anno della morte del Vescovo di Digne, guida spirituale di Jean Valjean.
Infine, anche se non è possibile considerare Jean Valjean un personaggio autobiografico, alcune delle sue azioni narrate nel romanzo prendono spunto da eventi reali accaduti al suo stesso autore, Victor Hugo. Fra i tanti, possono essere citati la difesa di Fantine di fronte a Javert, che ricalca una vicenda narrata anche nel romanzo Choses vues, in cui Hugo prese le parti di una popolana arrestata dalla polizia per aver insultato un borghese. Anche l'atteggiamento tenuto dal protagonista durante la sommossa del 5 giugno, durante la quale questi si prodiga per aiutare gli insorti senza però ferire o tantomeno uccidere nessuno, ha il suo corrispettivo nella condotta tenuta da Hugo il 2 dicembre 1851, durante il colpo di stato di Napoleone III (evento narrato anche nel racconto Histoire d'un crime).

## Jean Valjean in televisione, cinema e teatro
| Anno | Jean Valjean             | Cinema / Teatro / Radio / Televisione |
| ---- | ------------------------ | --- |
| 1868 | Henry Gartside Neville   | The Yellow Passport, adattamento teatrale di Henry Gartside Neville. Liverpool e Londra (Regno Unito).                                                                                                 |
| 1869 | Charles Dillon           | The Man of Two Lives, adattamento teatrale di William Bayle Bernard. Drury Lane, Londra (Regno Unito).                                                                                                 |
| 1897 | ??                       | Victor Hugo et les principaux personnages des 'Misérables', cortometraggio muto (France), regia di Louis Lumière. Un attore brevemente impersona i principali personaggi del romanzo.                  |
| 1899 | Benoît-Constant Coquelin | I miserabili, adattamento teatrale di Charles Hugo e Paul Meurice. Parigi (Francia). |
| 1901 | Norman McKinnel          | The Bishop's Candlesticks, adattamento teatrale di Norman McKinnel di un episodio del romanzo. Duke of York's Theatre, Londra (Regno Unito).                                                           |
| 1909 | Maurice Costello         | I miserabili (Les Misérables), film muto (USA) in 4 parti, regia di J. Stuart Blackton e Van Dyke Brooke                                                                                               |
| 1913 | Henry Krauss             | I miserabili (Les Misérables), film muto (Francia) in 4 parti, regia di Albert Capellani |
| 1913 | William E. Shay          | The Bishop's Candlesticks, film muto (USA), regia di Herbert Brenon. Basato sull'opera teatrale di Norman McKinnel.                                                                                    |
| 1917 | William Farnum           | I miserabili (Les Misérables), film muto (USA), regia di Frank Lloyd |
| 1922 | Lyn Harding              | I miserabili (Les Misérables), cortometraggio muto (Regno Unito), regia di H.B. Parkinson. Episodio della serie Tense Moments with Great Authors.                                                      |
| 1925 | Gabriel Gabrio           | I miserabili (Les Misérables), film muto (Francia), regia di Henri Fescourt |
| 1929 | Walter Huston            | The Bishop's Candlesticks, film (USA), regia di George Abbott. Basato sull'opera teatrale di Norman McKinnel.                                                                                          |
| 1934 | Harry Baur               | I miserabili (Les misérables), film (Francia), regia di Raymond Bernard |
| 1935 | Fredric March            | Il sergente di ferro (Les Miserables), film (USA), regia di Richard Boleslawski |
| 1937 | Orson Welles             | Les Misérables, radio-programma (USA) in 7 episodi, diretto da Orson Welles |
| 1939 | Henry Ainley             | Les Misérables, radio-programma (Regno Unito) in 12 episodi, diretto da Patrick Riddell |
| 1943 | Domingo Soler            | Los miserables, film (Mexico), regia di Fernando A. Rivero |
| 1948 | Gino Cervi               | I miserabili, film (Italia), regia di Riccardo Freda |
| 1949 | David Phethean           | The Bishop's Candlesticks, film TV (USA). Basato sull'opera teatrale di Norman McKinnel. |
| 1949 | Leif Erickson            | The Bishop's Experiment, film TV (USA). Episodio della serie Your Show Time. |
| 1952 | Michael Rennie           | I miserabili (Les miserables), film (USA), regia di Lewis Milestone |
| 1952 | Patrick Crean            | The Bishop's Treasure, film TV (Regno Unito) |
| 1953 | Victor Jory              | The Bishop's Candlesticks, film TV (USA), regia di Don Medford. Episodio della serie Medallion Theatre. Basato sull'opera teatrale di Norman McKinnel.                                                 |
| 1958 | Jean Gabin               | I miserabili (Les misérables), film (Francia), regia di Jean-Paul Le Chanois |
| 1958 | Fernando Baleroni        | Os Miseráveis, miniserie TV (Brazil), regia di Dionísio Azevedo |
| 1961 | Jean Chevrier            | I miserabili (Les misérables), miniserie TV (Francia) in tre episodi, regia di Alain Boudet |
| 1964 | Gastone Moschin          | I miserabili, sceneggiato televisivo (Italia) in 10 episodi, regia di Sandro Bolchi |
| 1967 | Leonardo Villar          | Os Miseráveis, miniserie TV (Brazil) |
| 1967 | Frank Finlay             | I miserabili (Les misérables), miniserie TV (Regno Unito) in 10 episodi, regia di Alan Bridges |
| 1971 | José Calvo               | Los miserables, serie TV (Spagna) in 19 episodi, regia di José Antonio Páramo |
| 1972 | Georges Géret            | I miserabili (Les misérables), miniserie TV (Francia), regia di Marcel Bluwal |
| 1973 | Sergio Bustamante        | Los miserables, miniserie TV (Mexico), regia di Antulio Jiménez Pons |
| 1976 | Trevor Martin            | Les Misérables, radio-programma (Regno Unito) in 16 episodi. |
| 1978 | Richard Jordan           | I miserabili (Les miserables), film TV (Regno Unito), regia di Glenn Jordan |
| 1980 | Maurice Barrier          | Les Misérables, musical di Claude-Michel Schönberg. Produzione originaria francese. |
| 1982 | Lino Ventura             | I miserabili (Les misérables), miniserie TV (Francia), regia di Robert Hossein |
| 1985 | Colm Wilkinson           | Les Misérables, musical di Claude-Michel Schönberg. Produzione originaria londinese (West End). |
| 1987 | Colm Wilkinson           | Les Misérables, musical di Claude-Michel Schönberg. Produzione originaria americana (Broadway). |
| 1988 | Gary Morris              | Stage by Stage: Les Misérables, documentario (Regno Unito), regia di Paul Henry. Serie di interviste con i produttori del musical di Claude-Michel Schönberg. Include alcune scene dello spettacolo.   |
| 1992 | Bernard Woringer (voce)  | I miserabili (Les Miserables), serie TV di animazione (Francia). |
| 1995 | Colm Wilkinson           | Les Misérables in Concert, film TV (Regno Unito), regia di Paul Kafno e Gavin Taylor. Rappresentazione del musical di Claude-Michel Schönberg in forma di concerto in celebrazione del X anniversario. |
| 1995 | Jean-Paul Belmondo       | I miserabili (Les Misérables), film (France), regia di Claude Lelouche |
| 1998 | Liam Neeson              | I miserabili (Les misérables), film (Regno Unito), regia di Bille August |
| 2000 | Gérard Depardieu         | I miserabili, miniserie TV (Francia) in 4 episodi, regia di Josée Dayan |
| 2001 | Roger Allam              | Les Misérables, radio-programma (Regno Unito) in 25 episodi, di Sebastian Baczkiewicz e Lin Coghlan |
| 2006 | Alexander Gemignani      | Les Misérables, musical di Claude-Michel Schönberg. Primo revival americano (Broadhurst Theatre, Broadway, New York, USA).                                                                             |
| 2007 | Masashi Sugawara (voce)  | Il cuore di Cosette (Re mizeraburu: shoujo kozetto), serie TV di animazione (Giappone). |
| 2010 | Alfie Boe                | Les Misérables in Concert, film TV (Regno Unito), regia di Nick Morris. Rappresentazione del musical di Claude-Michel Schönberg in forma di concerto in celebrazione del XXV anniversario.             |
| 2012 | Hugh Jackman             | Les Misérables, film (USA), regia di Tom Hooper. Adattamento cinematografico del musical di Claude-Michel Schönberg.                                                                                   |
| 2014 | Ramin Karimloo           | Les Misérables, musical di Claude-Michel Schönberg. Secondo revival americano (Imperial Theatre, Broadway, New York, USA).                                                                             |
| 2018 | Dominic West             | I miserabili, miniserie TV (Regno Unito), regia di Tom Shankland |
| 2019 | Alfie Boe                | Les Misérables: The Staged Concert, film, regia di Nick Morris. Rappresentazione del musical di Claude-Michel Schönberg in forma di concerto                                                           |

## Nel musical

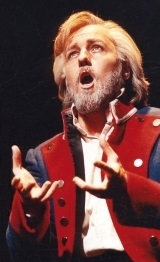
John Owen-Jones interpreta Jean Valjean (Londra, 2006)

Altri cantanti da musical che si sono cimentanti nel ruolo sono:
- Maurice Barrier, 1980 Original French Cast
- Dudu Fisher (Israele, 1987; Londra, 1989; Broadway; 1993)
- Martin Smith, sostituto del ruolo a Londra nel 1988
- Peter Karrie (Londra, 1988-1989; 1996)
- Rob Guest (Tour australiano, 1989)
- Dave Willetts (Londra 1992)
- Mark McKerracher (Londra, 1992; Broadway, 1993)
- Thomas Borchert (Duisburg, 1999; Berlino, 2009)
- Simon Bowman (Londra 2000, 2010, 2011)
- John Owen-Jones (Londra 2000-2003; 2006-2009; tour del 2010; Dubai, 2016; Broadway, 2008, 2016)
- John Cudia (Broadway, 2003; Cudia è stato l'unico attore ad aver interpretato sia Jean Valjean sia il Fantasma dell'Opera a Broadway)
- Ramin Karimloo (Londra, 2011, 2012; Toronto, 2013; Broadway, 2014, 2015)
- Kyle Jean-Baptiste (Broadway, 2015; il più giovane ed il primo interprete afroamericano a Broadway)
- David Shannon (Londra, 2007, 2012)
- Hugh Panaro (Philadelphia, 2008)
- Peter Lockyer (tour statunitense, 2013; Londra, 2015-2016)
- Kyle Jean-Baptiste (Broadway, 2015; il più giovane ed il primo interprete afroamericano a Broadway)
- Killian Donnelly (Londra, 2017)